# Amalie Dietrich
Koncordie Amalie Dietrich (nascuda Nelle) (26 maig 1821 - 9 March 1891) va ser una naturalista alemanya, coneguda per la seva feina a Austràlia, on va passar deu anys recollint espècimens pel Museu Godeffroy en Hamburg.